# Christine Roper
Christine Roper (* 15. Mai 1990 in Montego Bay, Jamaika) ist eine kanadische Ruderin, die im Achter drei Medaillen bei Weltmeisterschaften gewann und Olympiasiegerin wurde.
Christine Roper rudert seit 2003. 2010 gewann sie mit dem kanadischen Achter die Bronzemedaille bei den U23-Weltmeisterschaften, 2011 siegte der Achter. 2012 gewann sie ihren zweiten U23-Titel, diesmal im Vierer ohne Steuerfrau. 2013 trat sie erstmals im Ruder-Weltcup an. Beim Weltcup in Luzern belegte sie den dritten Platz mit dem Achter und gewann im Vierer ohne Steuerfrau. Bei den Weltmeisterschaften in Chungju gewann der Vierer mit Sarah Black, Christine Roper, Natalie Mastracci und Cristy Nurse die Silbermedaille hinter dem US-Vierer, der US-Achter siegte vor Rumänien und Kanada, wobei alle Ruderinnen aus dem Vierer auch im kanadischen Achter saßen. 2014 gewann der kanadische Achter in Abwesenheit des US-Bootes beim Weltcupfinale in Luzern. Bei den Weltmeisterschaften in Amsterdam siegte hingegen das US-Boot vor den Kanadierinnen. 2015 siegte der kanadische Achter erneut in Luzern, bei den Weltmeisterschaften auf dem Lac d’Aiguebelette erruderten die Kanadierinnen die Bronzemedaille hinter dem US-Boot und den Neuseeländerinnen. Bei den Olympischen Spielen 2016 belegte der kanadische Achter den fünften Platz.
2017 saßen noch drei Ruderinnen aus dem Olympia-Achter im Boot, das bei den Weltmeisterschaften in Sarasota den zweiten Platz hinter den Rumäninnen belegte. Außer im Achter trat Roper auch im Vierer ohne Steuerfrau an und belegte in dieser Bootsklasse den neunten Platz. 2018 trat Christine Roper nur im Achter an, bei den Weltmeisterschaften in Plowdiw erkämpften die Kanadierinnen Silber hinter dem Achter aus den Vereinigten Staaten. Nach dem vierten Platz bei den Weltmeisterschaften 2019 gewannen die Kanadierinnen bei den Olympischen Spielen in Tokio die Goldmedaille vor den Neuseeländerinnen.